# Пепельная среда
Пепельная среда (лат. Dies Cinerum) — день начала Великого поста в латинском обряде католической, англиканской и некоторых лютеранских церквях. Отмечается за 46 календарных дней (1,5 месяца) до праздника Пасхи. В католицизме в этот день предписывается строгий пост. В православии соответствует чистому понедельнику.

## Значение
Евангельское чтение этого дня — фрагмент из Нагорной проповеди о милостыне и посте (Мф. 6:1—6, Мф. 6:16—18). Литургический цвет — фиолетовый.
На католических мессах этого дня проводится специальный обряд посыпания голов верующих освящённым пеплом (иногда вместо посыпания пеплом головы наносится на лоб пеплом знак креста). Этот обряд знаменует сокрушение и покаяние, которые требуются от христиан во время поста. Во время обряда священник говорит каждому верующему «Покайтесь и веруйте в Евангелие» (Мк. 1:14), либо «Прах ты и в прах возвратишься» (Быт. 3:19). Пепел, по традиции, получается от сожжения ветвей, сохранявшихся с прошлого Вербного (Пальмового) воскресенья.
Пепельной среде предшествует так называемый жирный вторник (Марди Гра), который является последним днём периода карнавалов, времени празднеств и развлечений перед Великим постом.
Этот обычай имеет древнее библейское происхождение — в Ветхом Завете посыпание головы пеплом являлось символом покаяния и смирения.

## История
Пепельная среда — начало Великого поста, который входит в употребление лишь в IV веке. Первоначально пост был 40-дневным, но затем в VIII веке к нему прибавили ещё несколько дней, так что его начало пришлось на среду. Хотя есть сведения и о более ранней спорадической практике. Иногда традиции Пепельной среды ассоциируются с Григорием Великим. Однако сама практика посыпания головы пеплом появилась гораздо позже, в X веке. Эльфрик Эбингдонский, архиепископ Кентерберийский в 995—1005 годах писал:
Мы читаем в книгах и Ветхого, и Нового Завета, что люди, каявшиеся в своих грехах, посыпали себя пеплом и облачали свои тела в рубище. Будем же совершать это немногое в начале нашего Поста, посыпать наши головы пеплом в ознаменование того, что нам следует приносить покаяние в наших грехах в течение Великого Поста.

## Славянские традиции
Пепельная среда в народном сознании была границей, отделяющей мясопустные весёлые празднования, ряженье и строгий длительный пост. В народной традиции завершала Мясопуст: несмотря на церковные предписания, у славян-католиков часто в этот день ещё продолжались мясопустные игры и развлечения.

## Даты
Дни, на которые выпадает Пепельная среда в ближайшие годы:
- 2014 — 5 марта
- 2015 — 18 февраля
- 2016 — 10 февраля
- 2017 — 1 марта
- 2018 — 14 февраля
- 2019 — 6 марта
- 2020 — 26 февраля
- 2021 — 17 февраля
- 2022 — 2 марта
- 2023 — 22 февраля
- 2024 — 14 февраля
- 2025 — 5 марта
- 2026 — 18 февраля
- 2027 — 10 февраля
- 2028 — 1 марта
- 2029 — 14 февраля
- 2030 — 6 марта
- 2031 — 26 февраля
- 2032 — 11 февраля
- 2033 — 2 марта
- 2034 — 22 февраля
- 2035 — 7 февраля
- 2036 — 27 февраля
- 2037 — 18 февраля
- 2038 — 10 марта
- 2039 — 23 февраля
- 2040 — 15 февраля